# Reschenstraße
Die Reschenstraße B 180 ist eine Landesstraße in Österreich. Sie hat eine Länge von 39,1 km und führt vom Ende des Autobahnzubringers in Fließ durch das Oberinntal zur Grenze nach Südtirol (Italien) kurz vor dem Reschenpass, von dem sie ihren Namen hat. Durch den Bau des im Jahr 2000 fertiggestellten Landecker Tunnels wurden Zams und Landeck vom Durchgangsverkehr entlastet und die Reschenstraße durch den Neubeginn beim Ende des Autobahnzubringers verkürzt. Der ehemalige Anfangsteil von Landeck bis Fließ wurde zur L 76.

## Verlauf
Die Reschenstraße beginnt heute am Südende der Umfahrung Landeck bei Fließ und verläuft anschließend am orografisch rechten Innufer durch das Obere Gericht. Bei Tösens wechselt sie auf die linke Innseite. Südöstlich von Pfunds zweigt die Engadiner Straße B 184 ab und führt dem Inn entlang weiter ins Engadin. Die Reschenstraße hingegen überquert mit der Kajetansbrücke wieder den Inn und steigt über Hochfinstermünz und den Finstermünzpass rund 400 Höhenmeter nach Nauders an. Von dort führt sie nur noch sanft ansteigend bis zur Staatsgrenze (1450 m ü. A.) vor dem Reschen, wo sie in die Staatsstraße SS 40 übergeht.

## Geschichte

### Ursprünge
Die im Jahr 46 begonnene Römerstraße Via Claudia Augusta war die erste befahrbare Straße über den Reschenpass. Diese Verbindung zählte auch im Mittelalter und bis in die frühe Neuzeit zu den wichtigsten historischen Alpenübergängen.
Unter der Leitung der Baumeister Carl von Ghega und Josef Duile wurde zwischen 1850 und 1856 eine neue Straße von Nauders bis zur Kajetansbrücke erbaut, die bis 1918 als Vinschgauer Reichsstraße bezeichnet wurde.

### Frühere Strecken und Bezeichnungen
Die Vinschgauer Straße gehört zu den ehemaligen Reichsstraßen, die 1921 als Bundesstraßen übernommen wurden.
1926 wurde diese Straße verbreitert und asphaltiert. Bis 1938 wurde die Vinschgauer Straße als B 76 bezeichnet, nach dem Anschluss Österreichs wurde die Vinschgauer Straße bis 1945 als Teil der Reichsstraße 24 geführt. Von 1949 bis 1971 wurde die Vinschgauer Straße als B 187 bezeichnet.
Gemäß Bundesstraßengesetz von 1971 sollte die Reschenschnellstraße S 15 die Vinschgauer Straße ersetzen, daher erhielt sie die Bezeichnung Reschen Ersatzstraße und die Nummer B 315. 1986 wurde die Schnellstraße aus dem Bundesstraßengesetz gestrichen, der bereits (eine Fahrbahn mit je einer Fahrspur pro Richtung) fertiggestellte Abschnitt der Schnellstraße (Ried-Pfunds) wurde zur Bundesstraße abgewertet, blieb aber weiterhin Autostraße. Seit 1999 wird die Reschen Straße (Name seit 1986) als B 180 bezeichnet.
Am 15. Mai 2002 wurde die Schreibweise der nunmehrigen Landesstraße vom Tiroler Landtag in Reschenstraße geändert.

### Bauarbeiten
Von 10. September 2021 bis August 2024 wurde in Prutz>!-- was wird unterfühert? --> an einer 360 m langen Unterführung und einem kurzen Tunnel der Reschenstraße gebaut.
Anfang August 2024 begannen Vorarbeiten für den Neubau der 403 Meter langen Kanzelgalerie. 2. September – 19. Dezember 2024 war der Verkehr zwischen Pfunds und Nauders von Montag bis Freitag von 8 bis 18 Uhr ganz gesperrt und außerhalb dieser Arbeitszeit auf einer Spur mit Ampelregelung befahrbar. Weitere Sperren/Beschränkungen sollen im März 2025 bis November 2026 erfolgen, Ende 2026 die Kanzelgalerie fertiggestellt sein.

## Galerie

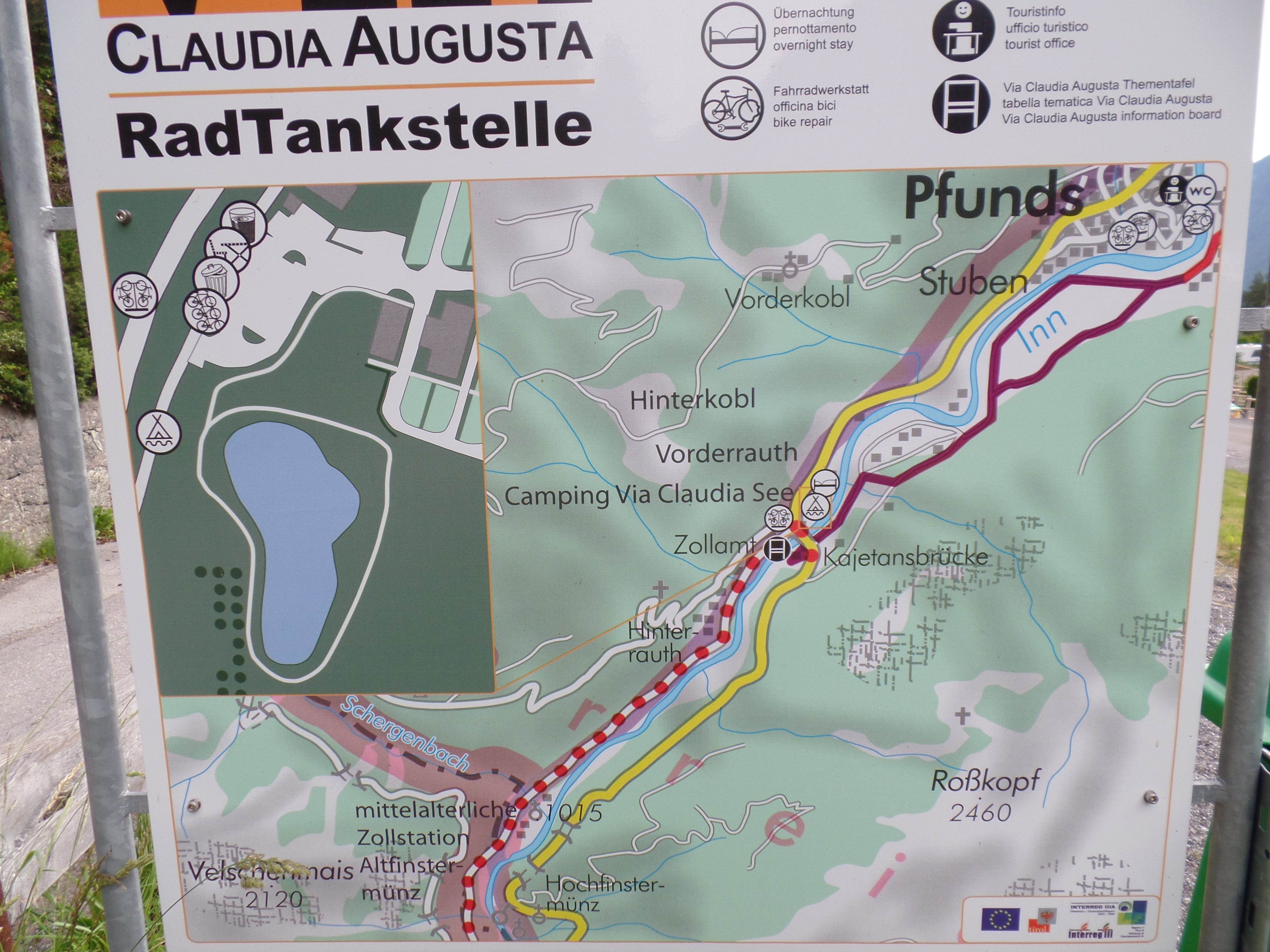
Übersichtsplan vor und hinter der Kajetansbrücke
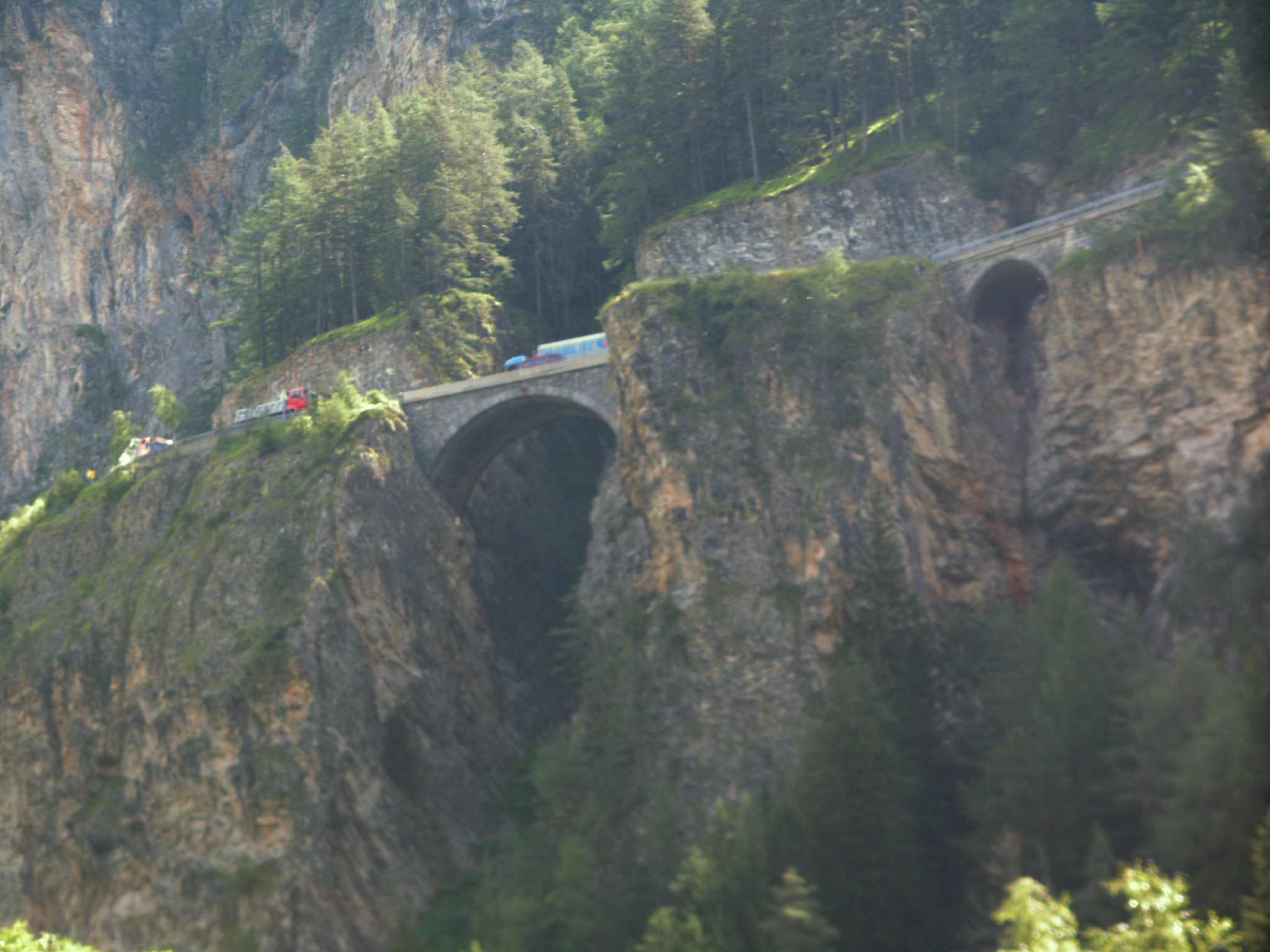
Blick von Altfinstermünz auf die Passstraße oberhalb der Kajetansbrücke
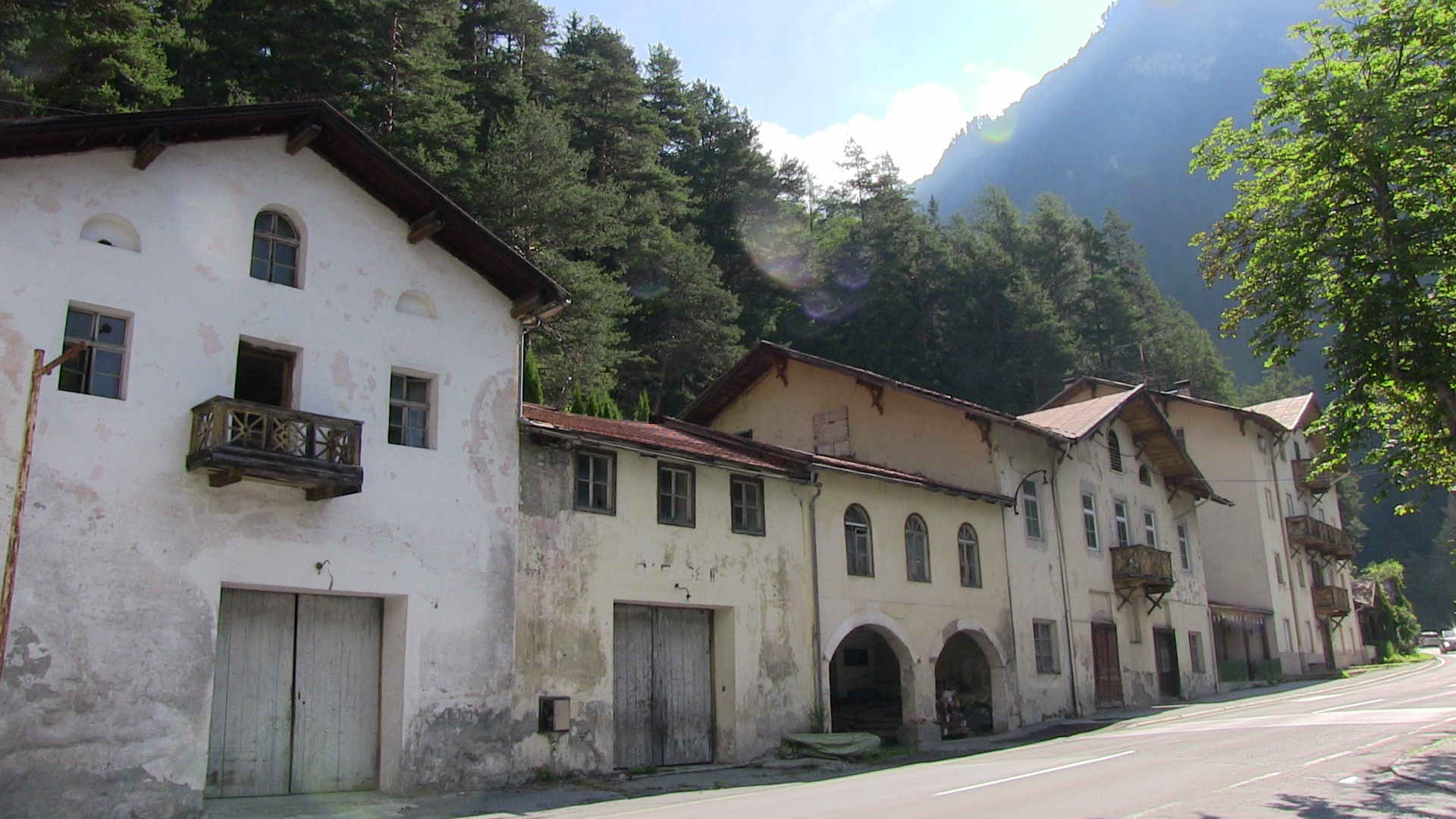
Hochfinstermünz
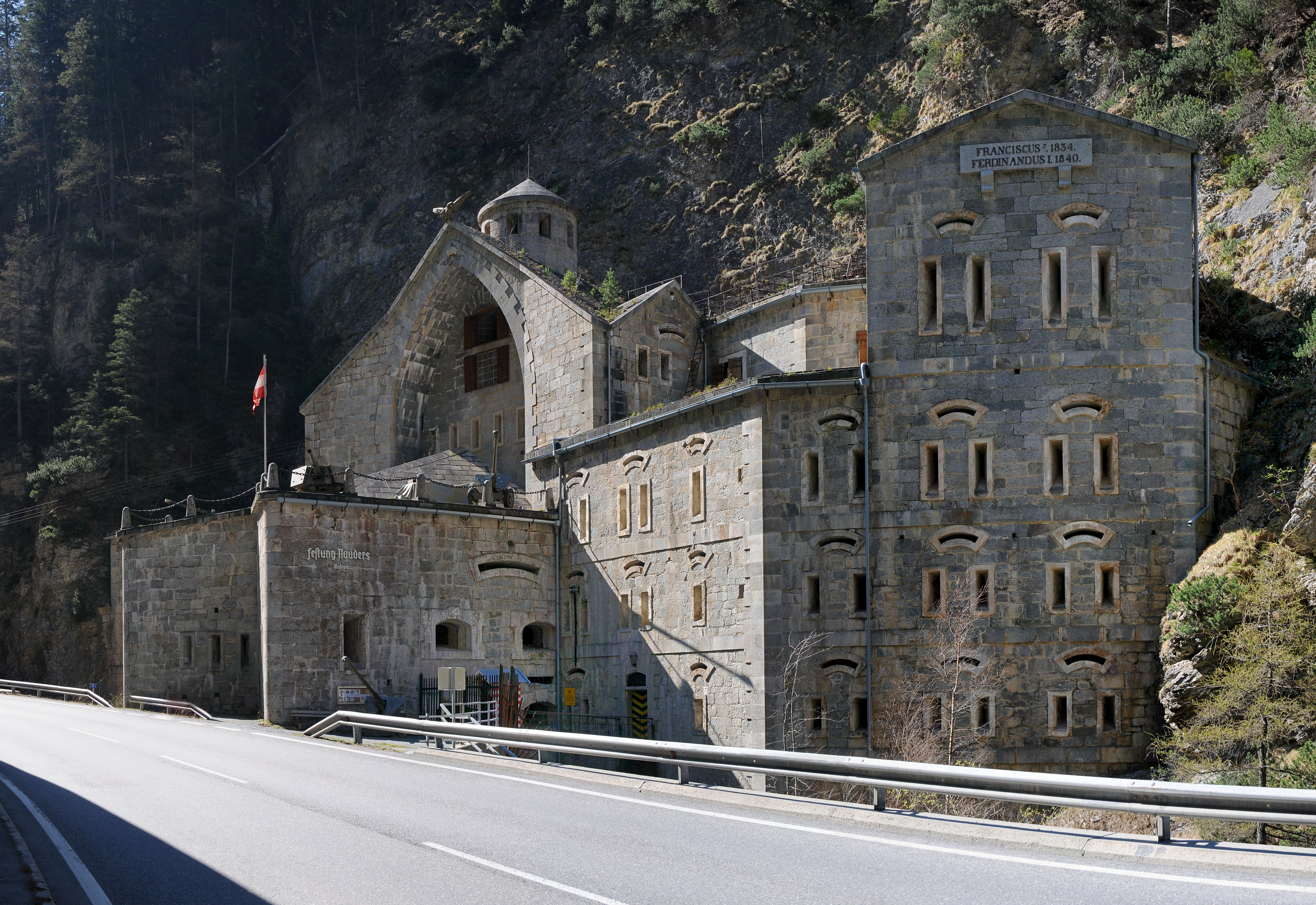
Festung Nauders
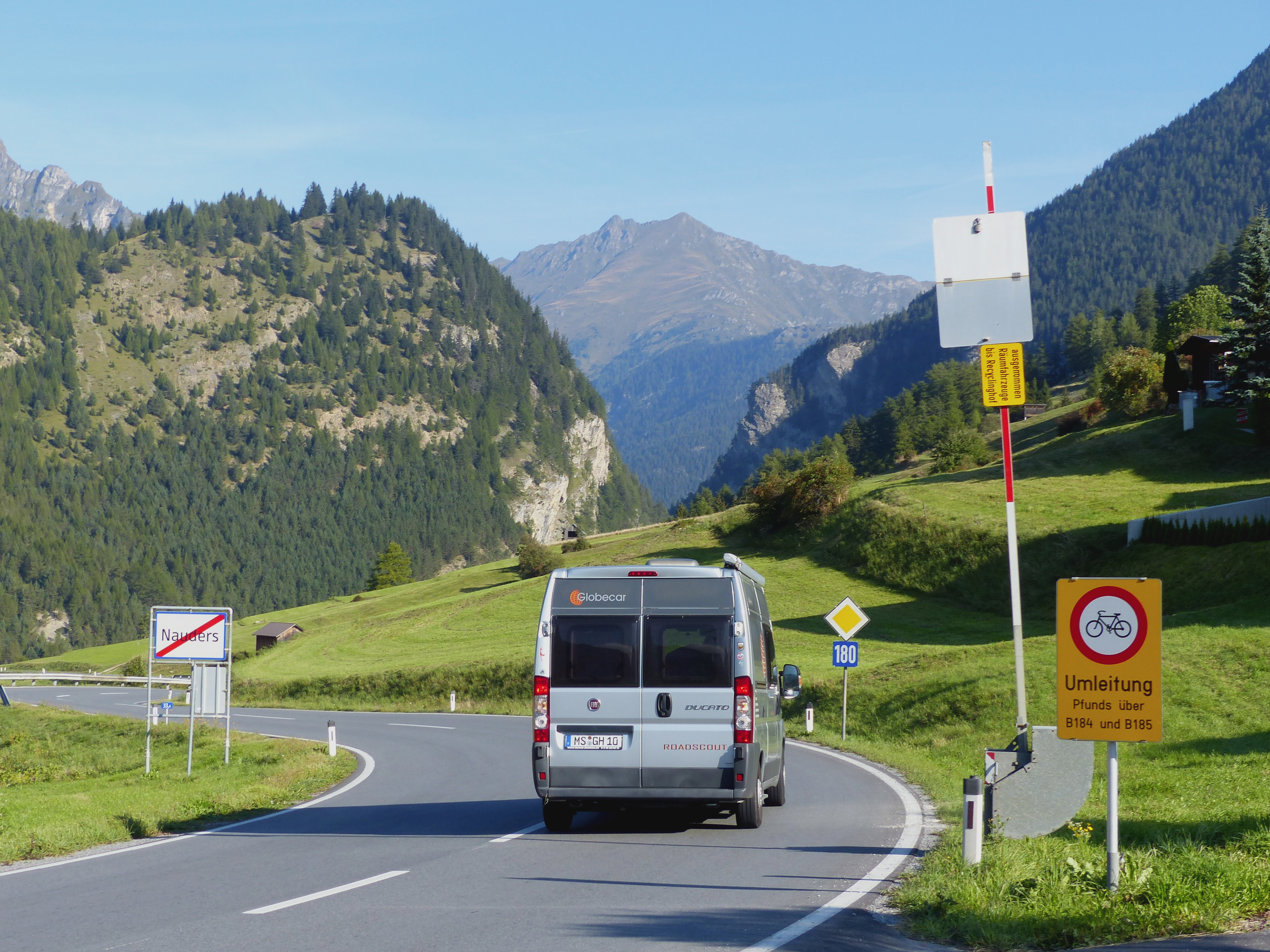
Nördlicher Ortsausgang Nauders